# 印西市立西の原中学校
印西市立西の原中学校（いんざいしりつ にしのはらちゅうがっこう）は、千葉県印西市西の原一丁目にある公立中学校。

## 概要
印西市の中部、千葉ニュータウンに位置する。
特徴として、常識と良識で成り立っている中学校であり、制服や校則、チャイムなどがない。
しかし、校則という名の規則はないが、校則と変わらないルールがある。

## 沿革
- 1994年（平成6年）4月1日 - 印西町立西の原中学校として創立[2]。
- 1994年（平成6年）4月5日 - 開校式及び始業式[2]。
- 1996年（平成8年）4月1日 - 市制施行により、印西市立西の原中学校と改まる[2]。

## 学区
- 原小学校の学区である、印西市原一丁目、原二丁目、原三丁目、原四丁目、東の原一丁目、東の原二丁目、東の原三丁目、牧の原一丁目、牧の原二丁目、牧の原三丁目、牧の原四丁目、牧の原五丁目、牧の原六丁目、牧の台一丁目の全部の区域及び草深の一部の区域[3]。
- 西の原小学校の学区である、印西市西の原一丁目、西の原二丁目及び西の原三丁目の全部の区域並びに草深の一部の区域[3]。